# Tour d'Oman 2016
La 7e édition du Tour d'Oman a eu lieu du 16 au 21 février 2016. La course fait partie du calendrier UCI Asia Tour 2016 en catégorie 2.HC.
L'épreuve a été remportée par l'Italien Vincenzo Nibali (Astana), vainqueur de la quatrième étape, qui s'impose quinze secondes devant le Français Romain Bardet (AG2R La Mondiale) et 24 secondes devant son coéquipier le Danois Jakob Fuglsang.
Le Norvégien Edvald Boasson Hagen (Dimension Data), lauréat des deuxième et cinquième étapes, s'adjuge le classement par points tandis que l'Australien Brendan Canty (Drapac) finit meilleur jeune. Le Sud-Africain Jacques Janse van Rensburg (Dimension Data) gagne le classement de la combativité et sa formation sud-africaine termine meilleure équipe.

## Présentation
Comme depuis sa création, le Tour d'Oman est placé au début de la saison de cyclisme sur route. Il fait suite à deux autres courses au Moyen-Orient : le Dubaï Tour et le Tour du Qatar. Le Dubaï Tour et le Tour du Qatar sont tracés pour les sprinteurs et les coureurs de classiques, tandis que le Tour d'Oman est une occasion pour les grimpeurs de se battre pour la victoire finale, avec la montée souvent décisive du Djebel Akhdar. De nombreux coureurs qui ont comme objectifs les grands tours et les classiques ardennaises commencent la course dans le cadre de leur préparation. La concurrence accrue avec les courses de début de saison en Europe, signifie que la liste de départ de cette édition du Tour d'Oman n'est pas aussi forte que certaines des éditions précédentes.

### Parcours
L'édition 2016 du Tour d'Oman comprend six étapes. Le parcours intègre deux étapes de plat, quatre étapes accidentées dont une étape avec une arrivée en côte à Qurayyat et l'étape reine qui se termine sur le Djebel Akhdar, aussi appelé « la montagne verte », où les éditions précédentes de la course se sont jouées. L'ascension du Djebel Akhdar est prolongée par rapport aux années précédentes : elle continue 1,8 kilomètre par rapport à l'ancienne ligne d'arrivée au sommet de la montée.

### Équipes
Classé en catégorie 2.HC de l'UCI Asia Tour, le Tour d'Oman est par conséquent ouvert aux WorldTeams dans la limite de 65 % des équipes participantes, aux équipes continentales professionnelles, aux équipes continentales et aux équipes nationales.
Dix-huit équipes participent à ce Tour d'Oman - neuf WorldTeams et neuf équipes continentales professionnelles :
| UCI WorldTeams   | UCI WorldTeams | UCI WorldTeams |
| Nom de l'équipe  | Pays           | Code           |
| ---------------- | -------------- | -------------- |
| AG2R La Mondiale | France         | ALM            |
| Astana           | Kazakhstan     | AST            |
| BMC Racing       | États-Unis     | BMC            |
| Dimension Data   | Afrique du Sud | DDD            |
| Etixx-Quick Step | Belgique       | EQS            |
| Giant-Alpecin    | Allemagne      | TGA            |
| Katusha          | Russie         | KAT            |
| Lampre-Merida    | Italie         | LAM            |
| Lotto NL-Jumbo   | Pays-Bas       | TLJ            |

| Équipes continentales professionnelles | Équipes continentales professionnelles | Équipes continentales professionnelles |
| Nom de l'équipe                        | Pays                                   | Code                                   |
| -------------------------------------- | -------------------------------------- | -------------------------------------- |
| Bora-Argon 18                          | Allemagne                              | BOA                                    |
| CCC Sprandi Polkowice                  | Pologne                                | CCC                                    |
| Drapac                                 | Australie                              | DPC                                    |
| Fortuneo-Vital Concept                 | France                                 | FVC                                    |
| Roompot-Oranje Peloton                 | Pays-Bas                               | ROP                                    |
| Stölting Service Group                 | Allemagne                              | SSG                                    |
| Topsport Vlaanderen-Baloise            | Belgique                               | TSV                                    |
| UnitedHealthcare                       | États-Unis                             | UHC                                    |
| Wanty-Groupe Gobert                    | Belgique                               | WGG                                    |

### Favoris
Le vainqueur de l'édition 2015, l'Espagnol Rafael Valls, alors dans l'équipe Lampre-Merida lors de sa victoire, a changé d'équipe pour rejoindre la formation Lotto-Soudal pour la saison 2016. L'équipe Lotto-Soudal ne figurant pas parmi les invitées à la course, Rafael Valls n'est donc pas présent pour défendre son titre. En son absence, les prétendants à la victoire finale sont l'Italien Vincenzo Nibali (Astana), vainqueur au sommet du Djebel Akhdar en 2012 lors de la cinquième étape et l'Australien Richie Porte (BMC Racing), qui a remporté l'étape reine du Tour Down Under. Les autres favoris sont le Français Romain Bardet et l'Italien Domenico Pozzovivo (AG2R La Mondiale), le Néerlandais Tom Dumoulin (Giant-Alpecin), l'Irlandais Daniel Martin (Etixx-Quick Step), le Portugais Rui Costa (Lampre-Merida) et l'Argentin Eduardo Sepúlveda (Fortuneo-Vital Concept).
Les étapes variées de ce Tour d'Oman permettent à plusieurs types de coureurs d'avoir des ambitions. Ainsi les sprinteurs tels que les Norvégiens Alexander Kristoff (Katusha) et Edvald Boasson Hagen (Dimension Data), les Italiens Sacha Modolo (Lampre-Merida) et Andrea Guardini (Astana), l'Irlandais Sam Bennett (Bora-Argon 18) et le Néerlandais Moreno Hofland (Lotto NL-Jumbo) sont présents. Les puncheurs qui peuvent prétendre à une victoire d'étape sont le Belge Greg Van Avermaet (BMC Racing) et l'Italien Davide Rebellin (CCC Sprandi Polkowice).

## Étapes
| Étape     | Date    | Villes étapes           | type              | Distance (km) | Vainqueur d'étape    | Leader du classement général |
| --------- | ------- | ----------------------- | ----------------- | ------------- | -------------------- | ---------------------------- |
| 1re étape | 16 fév. | Mascate – Al Bustan     | étape vallonnée   | 145,5         | Bob Jungels          | Bob Jungels                  |
| 2e étape  | 17 fév. | Sib – Qurayyat          | étape vallonnée   | 162           | Edvald Boasson Hagen | Edvald Boasson Hagen         |
| 3e étape  | 18 fév. | Sawadi – Parc Naseem    | étape de plaine   | 176,5         | Alexander Kristoff   | Edvald Boasson Hagen         |
| 4e étape  | 19 fév. | Mascate – djebel Akhdar | étape de montagne | 180           | Vincenzo Nibali      | Vincenzo Nibali              |
| 5e étape  | 20 fév. | Sifah – Mascate         | étape vallonnée   | 119,5         | Edvald Boasson Hagen | Vincenzo Nibali              |
| 6e étape  | 21 fév. | Mascate – Matrah        | étape de plaine   | 130,5         | Alexander Kristoff   | Vincenzo Nibali              |

## Déroulement de la course

### 1reétape
| Classement de l'étape | Classement de l'étape | Classement de l'étape | Classement de l'étape       | Classement de l'étape |
|                       | Coureur               | Pays                  | Équipe                      | Temps                 |
| --------------------- | --------------------- | --------------------- | --------------------------- | --------------------- |
| 1er                   | Bob Jungels           | Luxembourg            | Etixx-Quick Step            | en 3 h 37 min 33 s    |
| 2e                    | Serge Pauwels         | Belgique              | Dimension Data              | + 6 s                 |
| 3e                    | Romain Bardet         | France                | AG2R La Mondiale            | + 8 s                 |
| 4e                    | Edvald Boasson Hagen  | Norvège               | Dimension Data              | + 8 s                 |
| 5e                    | Tom Dumoulin          | Pays-Bas              | Giant-Alpecin               | + 8 s                 |
| 6e                    | Greg Van Avermaet     | Belgique              | BMC Racing                  | + 8 s                 |
| 7e                    | Rui Costa             | Portugal              | Lampre-Merida               | + 8 s                 |
| 8e                    | Davide Rebellin       | Italie                | CCC Sprandi Polkowice       | + 8 s                 |
| 9e                    | Floris De Tier        | Belgique              | Topsport Vlaanderen-Baloise | + 8 s                 |
| 10e                   | Vincenzo Nibali       | Italie                | Astana                      | + 8 s                 |
| modifier              |                       |                       |                             |                       |

| Classement général | Classement général   | Classement général | Classement général          | Classement général |
|                    | Coureur              | Pays               | Équipe                      | Temps              |
| ------------------ | -------------------- | ------------------ | --------------------------- | ------------------ |
| 1er                | Bob Jungels          | Luxembourg         | Etixx-Quick Step            | en 3 h 37 min 23 s |
| 2e                 | Serge Pauwels        | Belgique           | Dimension Data              | + 10 s             |
| 3e                 | Romain Bardet        | France             | AG2R La Mondiale            | + 14 s             |
| 4e                 | Edvald Boasson Hagen | Norvège            | Dimension Data              | + 18 s             |
| 5e                 | Tom Dumoulin         | Pays-Bas           | Giant-Alpecin               | + 18 s             |
| 6e                 | Greg Van Avermaet    | Belgique           | BMC Racing                  | + 18 s             |
| 7e                 | Rui Costa            | Portugal           | Lampre-Merida               | + 18 s             |
| 8e                 | Davide Rebellin      | Italie             | CCC Sprandi Polkowice       | + 18 s             |
| 9e                 | Floris De Tier       | Belgique           | Topsport Vlaanderen-Baloise | + 18 s             |
| 10e                | Vincenzo Nibali      | Italie             | Astana                      | + 18 s             |
| modifier           |                      |                    |                             |                    |

### 2eétape
| Classement de l'étape | Classement de l'étape | Classement de l'étape | Classement de l'étape | Classement de l'étape |
|                       | Coureur               | Pays                  | Équipe                | Temps                 |
| --------------------- | --------------------- | --------------------- | --------------------- | --------------------- |
| 1er                   | Edvald Boasson Hagen  | Norvège               | Dimension Data        | en 4 h 12 min 0 s     |
| 2e                    | Vincenzo Nibali       | Italie                | Astana                | + 0 s                 |
| 3e                    | Greg Van Avermaet     | Belgique              | BMC Racing            | + 0 s                 |
| 4e                    | Domenico Pozzovivo    | Italie                | AG2R La Mondiale      | + 0 s                 |
| 5e                    | Davide Rebellin       | Italie                | CCC Sprandi Polkowice | + 0 s                 |
| 6e                    | Gianluca Brambilla    | Italie                | Etixx-Quick Step      | + 0 s                 |
| 7e                    | Jakob Fuglsang        | Danemark              | Astana                | + 0 s                 |
| 8e                    | Romain Bardet         | France                | AG2R La Mondiale      | + 0 s                 |
| 9e                    | Rui Costa             | Portugal              | Lampre-Merida         | + 0 s                 |
| 10e                   | Serge Pauwels         | Belgique              | Dimension Data        | + 6 s                 |
| modifier              |                       |                       |                       |                       |

| Classement général | Classement général   | Classement général | Classement général    | Classement général |
|                    | Coureur              | Pays               | Équipe                | Temps              |
| ------------------ | -------------------- | ------------------ | --------------------- | ------------------ |
| 1er                | Edvald Boasson Hagen | Norvège            | Dimension Data        | en 7 h 49 min 31 s |
| 2e                 | Vincenzo Nibali      | Italie             | Astana                | + 4 s              |
| 3e                 | Greg Van Avermaet    | Belgique           | BMC Racing            | + 6 s              |
| 4e                 | Romain Bardet        | France             | AG2R La Mondiale      | + 6 s              |
| 5e                 | Serge Pauwels        | Belgique           | Dimension Data        | + 8 s              |
| 6e                 | Davide Rebellin      | Italie             | CCC Sprandi Polkowice | + 10 s             |
| 7e                 | Domenico Pozzovivo   | Italie             | AG2R La Mondiale      | + 10 s             |
| 8e                 | Rui Costa            | Portugal           | Lampre-Merida         | + 10 s             |
| 9e                 | Jakob Fuglsang       | Danemark           | Astana                | + 10 s             |
| 10e                | Tom Dumoulin         | Pays-Bas           | Giant-Alpecin         | + 16 s             |
| modifier           |                      |                    |                       |                    |

### 3eétape
| Classement de l'étape | Classement de l'étape | Classement de l'étape | Classement de l'étape  | Classement de l'étape |
|                       | Coureur               | Pays                  | Équipe                 | Temps                 |
| --------------------- | --------------------- | --------------------- | ---------------------- | --------------------- |
| 1er                   | Alexander Kristoff    | Norvège               | Katusha                | en 4 h 3 min 22 s     |
| 2e                    | Moreno Hofland        | Pays-Bas              | Lotto NL-Jumbo         | m.t                   |
| 3e                    | Roy Jans              | Belgique              | Wanty-Groupe Gobert    | m.t                   |
| 4e                    | Mike Teunissen        | Pays-Bas              | Lotto NL-Jumbo         | m.t                   |
| 5e                    | Jempy Drucker         | Luxembourg            | BMC Racing             | m.t                   |
| 6e                    | Zico Waeytens         | Belgique              | Giant-Alpecin          | m.t                   |
| 7e                    | Berden de Vries       | Pays-Bas              | Roompot-Oranje Peloton | m.t                   |
| 8e                    | Robin Stenuit         | Belgique              | Wanty-Groupe Gobert    | m.t                   |
| 9e                    | Daniel Oss            | Italie                | BMC Racing             | m.t                   |
| 10e                   | Edvald Boasson Hagen  | Belgique              | Dimension Data         | m.t                   |
| modifier              |                       |                       |                        |                       |

| Classement général | Classement général   | Classement général | Classement général    | Classement général  |
|                    | Coureur              | Pays               | Équipe                | Temps               |
| ------------------ | -------------------- | ------------------ | --------------------- | ------------------- |
| 1er                | Edvald Boasson Hagen | Norvège            | Dimension Data        | en 11 h 52 min 53 s |
| 2e                 | Vincenzo Nibali      | Italie             | Astana                | + 4 s               |
| 3e                 | Greg Van Avermaet    | Belgique           | BMC Racing            | + 6 s               |
| 4e                 | Romain Bardet        | France             | AG2R La Mondiale      | + 6 s               |
| 5e                 | Serge Pauwels        | Belgique           | Dimension Data        | + 8 s               |
| 6e                 | Rui Costa            | Portugal           | Lampre-Merida         | + 10 s              |
| 7e                 | Jakob Fuglsang       | Danemark           | Astana                | + 10 s              |
| 8e                 | Domenico Pozzovivo   | Italie             | AG2R La Mondiale      | + 10 s              |
| 9e                 | Davide Rebellin      | Italie             | CCC Sprandi Polkowice | + 10 s              |
| 10e                | Patrick Konrad       | Autriche           | Bora-Argon 18         | + 16 s              |
| modifier           |                      |                    |                       |                     |

### 4eétape
| Classement de l'étape | Classement de l'étape | Classement de l'étape | Classement de l'étape       | Classement de l'étape |
|                       | Coureur               | Pays                  | Équipe                      | Temps                 |
| --------------------- | --------------------- | --------------------- | --------------------------- | --------------------- |
| 1er                   | Vincenzo Nibali       | Italie                | Astana                      | en 4 h 25 min 48 s    |
| 2e                    | Romain Bardet         | France                | AG2R La Mondiale            | + 9 s                 |
| 3e                    | Jakob Fuglsang        | Danemark              | Astana                      | + 12 s                |
| 4e                    | Tom Dumoulin          | Pays-Bas              | Giant-Alpecin               | + 18 s                |
| 5e                    | Rui Costa             | Portugal              | Lampre-Merida               | + 38 s                |
| 6e                    | Merhawi Kudus         | Érythrée              | Dimension Data              | + 43 s                |
| 7e                    | George Bennett        | Nouvelle-Zélande      | Lotto NL-Jumbo              | + 43 s                |
| 8e                    | Brendan Canty         | Australie             | Drapac                      | + 45 s                |
| 9e                    | Floris De Tier        | Belgique              | Topsport Vlaanderen-Baloise | + 1 min 8 s           |
| 10e                   | Edvald Boasson Hagen  | Norvège               | Dimension Data              | + 1 min 10 s          |
| modifier              |                       |                       |                             |                       |

| Classement général | Classement général   | Classement général | Classement général | Classement général  |
|                    | Coureur              | Pays               | Équipe             | Temps               |
| ------------------ | -------------------- | ------------------ | ------------------ | ------------------- |
| 1er                | Vincenzo Nibali      | Italie             | Astana             | en 16 h 18 min 35 s |
| 2e                 | Romain Bardet        | France             | AG2R La Mondiale   | + 15 s              |
| 3e                 | Jakob Fuglsang       | Danemark           | Astana             | + 24 s              |
| 4e                 | Tom Dumoulin         | Pays-Bas           | Giant-Alpecin      | + 40 s              |
| 5e                 | Rui Costa            | Portugal           | Lampre-Merida      | + 54 s              |
| 6e                 | Edvald Boasson Hagen | Norvège            | Dimension Data     | + 1 min 16 s        |
| 7e                 | Brendan Canty        | Australie          | Drapac             | + 1 min 31 s        |
| 8e                 | Domenico Pozzovivo   | Italie             | AG2R La Mondiale   | + 1 min 38 s        |
| 9e                 | Merhawi Kudus        | Érythrée           | Dimension Data     | + 1 min 41 s        |
| 10e                | Gianluca Brambilla   | Italie             | Etixx-Quick Step   | + 1 min 59 s        |
| modifier           |                      |                    |                    |                     |

### 5eétape
| Classement de l'étape | Classement de l'étape | Classement de l'étape | Classement de l'étape  | Classement de l'étape |
|                       | Coureur               | Pays                  | Équipe                 | Temps                 |
| --------------------- | --------------------- | --------------------- | ---------------------- | --------------------- |
| 1er                   | Edvald Boasson Hagen  | Norvège               | Dimension Data         | en 3 h 5 min 32 s     |
| 2e                    | Greg Van Avermaet     | Belgique              | BMC Racing             | m.t                   |
| 3e                    | Marco Canola          | Italie                | UnitedHealthcare       | m.t                   |
| 4e                    | Simone Ponzi          | Italie                | CCC Sprandi Polkowice  | m.t                   |
| 5e                    | Gianluca Brambilla    | Italie                | Etixx-Quick Step       | m.t                   |
| 6e                    | Gerald Ciolek         | Allemagne             | Stölting Service Group | m.t                   |
| 7e                    | Sven Erik Bystrøm     | Norvège               | Katusha                | m.t                   |
| 8e                    | Adam Phelan           | Australie             | Drapac                 | m.t                   |
| 9e                    | Marco Marcato         | Italie                | Wanty-Groupe Gobert    | m.t                   |
| 10e                   | Nathan Haas           | Australie             | Dimension Data         | m.t                   |
| modifier              |                       |                       |                        |                       |

| Classement général | Classement général   | Classement général | Classement général | Classement général |
|                    | Coureur              | Pays               | Équipe             | Temps              |
| ------------------ | -------------------- | ------------------ | ------------------ | ------------------ |
| 1er                | Vincenzo Nibali      | Italie             | Astana             | en 19 h 24 min 7 s |
| 2e                 | Romain Bardet        | France             | AG2R La Mondiale   | + 15 s             |
| 3e                 | Jakob Fuglsang       | Danemark           | Astana             | + 24 s             |
| 4e                 | Tom Dumoulin         | Pays-Bas           | Giant-Alpecin      | + 40 s             |
| 5e                 | Rui Costa            | Portugal           | Lampre-Merida      | + 54 s             |
| 6e                 | Edvald Boasson Hagen | Norvège            | Dimension Data     | + 1 min 6 s        |
| 7e                 | Brendan Canty        | Australie          | Drapac             | + 1 min 31 s       |
| 8e                 | Domenico Pozzovivo   | Italie             | AG2R La Mondiale   | + 1 min 38 s       |
| 9e                 | Merhawi Kudus        | Érythrée           | Dimension Data     | + 1 min 41 s       |
| 10e                | Gianluca Brambilla   | Italie             | Etixx-Quick Step   | + 1 min 59 s       |
| modifier           |                      |                    |                    |                    |

### 6eétape
| Classement de l'étape | Classement de l'étape | Classement de l'étape | Classement de l'étape       | Classement de l'étape |
|                       | Coureur               | Pays                  | Équipe                      | Temps                 |
| --------------------- | --------------------- | --------------------- | --------------------------- | --------------------- |
| 1er                   | Alexander Kristoff    | Norvège               | Katusha                     | en 3 h 1 min 18 s     |
| 2e                    | Zico Waeytens         | Belgique              | Giant-Alpecin               | m.t                   |
| 3e                    | Søren Kragh Andersen  | Danemark              | Giant-Alpecin               | m.t                   |
| 4e                    | Tom Van Asbroeck      | Belgique              | Lotto NL-Jumbo              | m.t                   |
| 5e                    | Sam Bennett           | Irlande               | Bora-Argon 18               | m.t                   |
| 6e                    | Roy Jans              | Belgique              | Wanty-Groupe Gobert         | m.t                   |
| 7e                    | Amaury Capiot         | Belgique              | Topsport Vlaanderen-Baloise | m.t                   |
| 8e                    | Marko Kump            | Slovénie              | Lampre-Merida               | m.t                   |
| 9e                    | Edvald Boasson Hagen  | Norvège               | Dimension Data              | m.t                   |
| 10e                   | Marco Canola          | Italie                | UnitedHealthcare            | m.t                   |
| modifier              |                       |                       |                             |                       |

## Classements finals

### Classement général final
| Classement général final | Classement général final | Classement général final | Classement général final | Classement général final |
|                          | Coureur                  | Pays                     | Équipe                   | Temps                    |
| ------------------------ | ------------------------ | ------------------------ | ------------------------ | ------------------------ |
| 1er                      | Vincenzo Nibali          | Italie                   | Astana                   | en 22 h 25 min 25 s      |
| 2e                       | Romain Bardet            | France                   | AG2R La Mondiale         | + 15 s                   |
| 3e                       | Jakob Fuglsang           | Danemark                 | Astana                   | + 24 s                   |
| 4e                       | Tom Dumoulin             | Pays-Bas                 | Giant-Alpecin            | + 40 s                   |
| 5e                       | Rui Costa                | Portugal                 | Lampre-Merida            | + 54 s                   |
| 6e                       | Edvald Boasson Hagen     | Norvège                  | Dimension Data           | + 1 min 6 s              |
| 7e                       | Brendan Canty            | Australie                | Drapac                   | + 1 min 31 s             |
| 8e                       | Domenico Pozzovivo       | Italie                   | AG2R La Mondiale         | + 1 min 38 s             |
| 9e                       | Merhawi Kudus            | Érythrée                 | Dimension Data           | + 1 min 56 s             |
| 10e                      | Gianluca Brambilla       | Italie                   | Etixx-Quick Step         | + 1 min 59 s             |
| modifier                 |                          |                          |                          |                          |

### Classements annexes
| Classement par points | Classement par points | Classement par points | Classement par points | Classement par points |
| --------------------- | --------------------- | --------------------- | --------------------- | --------------------- |
|                       | Coureur               | Pays                  | Équipe                | Point(s)              |
| 1er                   | Edvald Boasson Hagen  | Norvège               | Dimension Data        | 41 points             |
| 2e                    | Alexander Kristoff    | Norvège               | Katusha               | 30 pts                |
| 3e                    | Vincenzo Nibali       | Italie                | Astana                | 28 pts                |
| modifier              |                       |                       |                       |                       |

| Classement du meilleur jeune | Classement du meilleur jeune | Classement du meilleur jeune | Classement du meilleur jeune | Classement du meilleur jeune |
|                              | Coureur                      | Pays                         | Équipe                       | Temps                        |
| ---------------------------- | ---------------------------- | ---------------------------- | ---------------------------- | ---------------------------- |
| 1er                          | Brendan Canty                | Australie                    | Drapac                       | en 22 h 26 min 56 s          |
| 2e                           | Merhawi Kudus                | Érythrée                     | Dimension Data               | + 25 s                       |
| 3e                           | Eduardo Sepúlveda            | Argentine                    | Fortuneo-Vital Concept       | + 48 s                       |
| modifier                     |                              |                              |                              |                              |

| Classement de la combativité | Classement de la combativité | Classement de la combativité | Classement de la combativité | Classement de la combativité |
| ---------------------------- | ---------------------------- | ---------------------------- | ---------------------------- | ---------------------------- |
|                              | Coureur                      | Pays                         | Équipe                       | Point(s)                     |
| 1er                          | Jacques Janse van Rensburg   | Afrique du Sud               | Dimension Data               | 21 points                    |
| 2e                           | Pieter Vanspeybrouck         | Belgique                     | Topsport Vlaanderen-Baloise  | 13 pts                       |
| 3e                           | Hugo Houle                   | Canada                       | AG2R La Mondiale             | 9 pts                        |
| modifier                     |                              |                              |                              |                              |

| Classement par équipes | Classement par équipes | Classement par équipes | Classement par équipes |
|                        | Équipe                 | Pays                   | Temps                  |
| ---------------------- | ---------------------- | ---------------------- | ---------------------- |
| 1re                    | Dimension Data         | Afrique du Sud         | en 67 h 22 min 19 s    |
| 2e                     | Astana                 | Kazakhstan             | + 47 s                 |
| 3e                     | Bora-Argon 18          | Allemagne              | + 3 min 14 s           |
| modifier               |                        |                        |                        |

### UCI Asia Tour
Ce Tour d'Oman attribue des points pour l'UCI Asia Tour 2016, y compris aux coureurs faisant partie d'une équipe ayant un label WorldTeam. De plus la course donne le même nombre de points individuellement à tous les coureurs pour le Classement mondial UCI 2016.
| Position           | 1er | 2e  | 3e  | 4e  | 5e | 6e | 7e | 8e | 9e | 10e | 11e | 12e | 13e | 14e | 15e | 16e à 30e | 31e à 40e |
| Classement général | 200 | 150 | 125 | 100 | 85 | 70 | 60 | 50 | 40 | 35  | 30  | 25  | 20  | 15  | 10  | 5         | 3         |
| Par étape          | 20  | 10  | 5   |     |    |    |    |    |    |     |     |     |     |     |     |           |           |
| Leader, par étape  | 5   |     |     |     |    |    |    |    |    |     |     |     |     |     |     |           |           |

| Cycliste                   | Équipe                      | Général | Étape | Leader | Total |
| -------------------------- | --------------------------- | ------- | ----- | ------ | ----- |
| Vincenzo Nibali            | Astana                      | 200     | 30    | 10     | 240   |
| Romain Bardet              | AG2R La Mondiale            | 150     | 15    | -      | 165   |
| Jakob Fuglsang             | Astana                      | 125     | 5     | -      | 130   |
| Edvald Boasson Hagen       | Dimension Data              | 70      | 40    | 10     | 120   |
| Tom Dumoulin               | Giant-Alpecin               | 100     | -     | -      | 100   |
| Rui Costa                  | Lampre-Merida               | 85      | -     | -      | 85    |
| Brendan Canty              | Drapac                      | 60      | -     | -      | 60    |
| Domenico Pozzovivo         | AG2R La Mondiale            | 50      | -     | -      | 50    |
| Alexander Kristoff         | Katusha                     | -       | 40    | -      | 40    |
| Merhawi Kudus              | Dimension Data              | 40      | -     | -      | 40    |
| Gianluca Brambilla         | Etixx-Quick Step            | 35      | -     | -      | 35    |
| Eduardo Sepúlveda          | Fortuneo-Vital Concept      | 30      | -     | -      | 30    |
| Bob Jungels                | Etixx-Quick Step            | 3       | 20    | 5      | 28    |
| Emanuel Buchmann           | Bora-Argon 18               | 25      | -     | -      | 25    |
| Davide Rebellin            | CCC Sprandi Polkowice       | 20      | -     | -      | 20    |
| Greg Van Avermaet          | BMC Racing                  | 5       | 15    | -      | 20    |
| Serge Pauwels              | Dimension Data              | 5       | 10    | -      | 15    |
| Jurgen Van den Broeck      | Katusha                     | 15      | -     | -      | 15    |
| Moreno Hofland             | Lotto NL-Jumbo              | -       | 10    | -      | 10    |
| Patrick Konrad             | Bora-Argon 18               | 10      | -     | -      | 10    |
| Zico Waeytens              | Giant-Alpecin               | -       | 10    | -      | 10    |
| George Bennett             | Lotto NL-Jumbo              | 5       | -     | -      | 5     |
| Janez Brajkovič            | UnitedHealthcare            | 5       | -     | -      | 5     |
| Marco Canola               | UnitedHealthcare            | -       | 5     | -      | 5     |
| Floris De Tier             | Topsport Vlaanderen-Baloise | 5       | -     | -      | 5     |
| Laurens De Plus            | Etixx-Quick Step            | 5       | -     | -      | 5     |
| Tim Declercq               | Topsport Vlaanderen-Baloise | 5       | -     | -      | 5     |
| Andriy Grivko              | Astana                      | 5       | -     | -      | 5     |
| Nathan Haas                | Dimension Data              | 5       | -     | -      | 5     |
| Roy Jans                   | Wanty-Groupe Gobert         | -       | 5     | -      | 5     |
| Jacques Janse van Rensburg | Dimension Data              | 5       | -     | -      | 5     |
| Pavel Kochetkov            | Katusha                     | 5       | -     | -      | 5     |
| Søren Kragh Andersen       | Giant-Alpecin               | -       | 5     | -      | 5     |
| Daniel Martin              | Etixx-Quick Step            | 5       | -     | -      | 5     |
| Dominik Nerz               | Bora-Argon 18               | 5       | -     | -      | 5     |
| Samuel Spokes              | Drapac                      | 5       | -     | -      | 5     |
| Pieter Weening             | Roompot-Oranje Peloton      | 5       | -     | -      | 5     |
| Matthew Busche             | UnitedHealthcare            | 3       | -     | -      | 3     |
| Gerald Ciolek              | Stölting Service Group      | 3       | -     | -      | 3     |
| Adrian Honkisz             | CCC Sprandi Polkowice       | 3       | -     | -      | 3     |
| Christopher Jones          | UnitedHealthcare            | 3       | -     | -      | 3     |
| Marco Marcato              | Wanty-Groupe Gobert         | 3       | -     | -      | 3     |
| Luka Pibernik              | Lampre-Merida               | 3       | -     | -      | 3     |
| Michele Scarponi           | Astana                      | 3       | -     | -      | 3     |
| Michael Schär              | BMC Racing                  | 3       | -     | -      | 3     |
| Tom Stamsnijder            | Giant-Alpecin               | 3       | -     | -      | 3     |

## Évolution des classements
| Étape              | Vainqueur            | Classement général   | Classement par points | Classement du meilleur jeune | Classement de la combativité | Classement par équipes |
| ------------------ | -------------------- | -------------------- | --------------------- | ---------------------------- | ---------------------------- | ---------------------- |
| 1                  | Bob Jungels          | Bob Jungels          | Bob Jungels           | Bob Jungels                  | Amaury Capiot                | Dimension Data         |
| 2                  | Edvald Boasson Hagen | Edvald Boasson Hagen | Edvald Boasson Hagen  | Patrick Konrad               | Alexander Kamp               | Dimension Data         |
| 3                  | Alexander Kristoff   | Edvald Boasson Hagen | Edvald Boasson Hagen  | Patrick Konrad               | Kenny Dehaes                 | Dimension Data         |
| 4                  | Vincenzo Nibali      | Vincenzo Nibali      | Vincenzo Nibali       | Brendan Canty                | Stijn Steels                 | Dimension Data         |
| 5                  | Edvald Boasson Hagen | Vincenzo Nibali      | Edvald Boasson Hagen  | Brendan Canty                | Jacques Janse van Rensburg   | Dimension Data         |
| 6                  | Alexander Kristoff   | Vincenzo Nibali      | Edvald Boasson Hagen  | Brendan Canty                | Jacques Janse van Rensburg   | Dimension Data         |
| Classements finals | Classements finals   | Vincenzo Nibali      | Edvald Boasson Hagen  | Brendan Canty                | Jacques Janse van Rensburg   | Dimension Data         |

## Liste des participants
- Liste de départ complète

| Légende                                | Légende                                                                                                  | Légende                                | Légende                                                                                                  |
| -------------------------------------- | --- | -------------------------------------- | --- |
| Num                                    | Dossard de départ porté par le coureur sur ce Tour d'Oman                                                | Pos                                    | Position finale au classement général                                                                    |
| Leader du classement général           | Indique le vainqueur du classement général                                                               | Leader du classement par points        | Indique le vainqueur du classement par points                                                            |
| Leader du classement du meilleur jeune | Indique le vainqueur du classement du meilleur jeune                                                     | Leader du classement de la combativité | Indique le vainqueur du classement de la combativité                                                     |
|                                        | Indique un maillot de champion national ou mondial, suivi de sa spécialité                               | #                                      | Indique la meilleure équipe                                                                              |
| NP                                     | Indique un coureur qui n'a pas pris le départ d'une étape, suivi du numéro de l'étape où il s'est retiré | AB                                     | Indique un coureur qui n'a pas terminé une étape, suivi du numéro de l'étape où il s'est retiré          |
| HD                                     | Indique un coureur qui a terminé une étape hors des délais, suivi du numéro de l'étape                   | *                                      | Indique un coureur en lice pour le classement du meilleur jeune (coureurs nés après le 1er janvier 1991) |

| Lampre-Merida LAM                    | Lampre-Merida LAM            | Lampre-Merida LAM |
| ------------------------------------ | ---------------------------- | ----------------- |
| Num                                  | Coureur                      | Pos               |
| 1                                    | Rui Costa (POR) (Route)      | 5e                |
| 2                                    | Matteo Bono (ITA)            | 86e               |
| 3                                    | Davide Cimolai (ITA)         | 114e              |
| 4                                    | Mário Costa (POR)            | 61e               |
| 5                                    | Marko Kump (SLO)             | 110e              |
| 6                                    | Luka Pibernik (SLO)* (Route) | 40e               |
| 7                                    | Federico Zurlo (ITA)*        | 70e               |
| 8                                    |                              |                   |
| Directeur sportif : Philippe Mauduit |                              |                   |

| BMC Racing BMC                    | BMC Racing BMC          | BMC Racing BMC |
| --------------------------------- | ----------------------- | -------------- |
| Num                               | Coureur                 | Pos            |
| 11                                | Richie Porte (AUS)      | 49e            |
| 12                                | Jempy Drucker (LUX)     | 47e            |
| 13                                | Daniel Oss (ITA)        | 79e            |
| 14                                | Manuel Quinziato (ITA)  | 78e            |
| 15                                | Joey Rosskopf (USA)     | 98e            |
| 16                                | Michael Schär (SUI)     | 35e            |
| 17                                | Greg Van Avermaet (BEL) | 22e            |
| 18                                | Rick Zabel (GER)*       | 69e            |
| Directeur sportif : Fabio Baldato |                         |                |

| Astana AST                          | Astana AST                    | Astana AST |
| ----------------------------------- | ----------------------------- | ---------- |
| Num                                 | Coureur                       | Pos        |
| 21                                  | Vincenzo Nibali (ITA) (Route) | 1er        |
| 22                                  | Valerio Agnoli (ITA)          | 51e        |
| 23                                  | Jakob Fuglsang (DEN)          | 3e         |
| 24                                  | Andriy Grivko (UKR)           | 30e        |
| 25                                  | Andrea Guardini (ITA)         | AB-4       |
| 26                                  | Dias Omirzakov (KAZ)*         | 126e       |
| 27                                  | Michele Scarponi (ITA)        | 34e        |
| 28                                  | Artyom Zakharov (KAZ)*        | 106e       |
| Directeur sportif : Dmitriy Fofonov |                               |            |

| Katusha KAT                         | Katusha KAT                 | Katusha KAT |
| ----------------------------------- | --------------------------- | ----------- |
| Num                                 | Coureur                     | Pos         |
| 31                                  | Alexander Kristoff (NOR)    | 81e         |
| 32                                  | Sven Erik Bystrøm (NOR)*    | 56e         |
| 33                                  | Jacopo Guarnieri (ITA)      | 127e        |
| 34                                  | Marco Haller (AUT)* (Route) | 75e         |
| 35                                  | Pavel Kochetkov (RUS)       | 25e         |
| 36                                  | Dmitry Kozontchuk (RUS)     | 116e        |
| 37                                  | Michael Mørkøv (DEN)        | 96e         |
| 38                                  | Jurgen Van den Broeck (BEL) | 14e         |
| Directeur sportif : Torsten Schmidt |                             |             |

| AG2R La Mondiale ALM                 | AG2R La Mondiale ALM     | AG2R La Mondiale ALM |
| ------------------------------------ | ------------------------ | -------------------- |
| Num                                  | Coureur                  | Pos                  |
| 41                                   | Romain Bardet (FRA)      | 2e                   |
| 42                                   | Damien Gaudin (FRA)      | 107e                 |
| 43                                   | Alexis Gougeard (FRA)*   | 63e                  |
| 44                                   | Hugo Houle (CAN)         | 65e                  |
| 45                                   | Sébastien Minard (FRA)   | 64e                  |
| 46                                   | Domenico Pozzovivo (ITA) | 8e                   |
| 47                                   | Sébastien Turgot (FRA)   | 94e                  |
| 48                                   | Johan Vansummeren (BEL)  | NP-3                 |
| Directeur sportif : Artūras Kasputis |                          |                      |

| Bora-Argon 18 BOA                    | Bora-Argon 18 BOA               | Bora-Argon 18 BOA |
| ------------------------------------ | ------------------------------- | ----------------- |
| Num                                  | Coureur                         | Pos               |
| 51                                   | Emanuel Buchmann (GER)* (Route) | 12e               |
| 52                                   | Shane Archbold (NZL)            | 104e              |
| 53                                   | Sam Bennett (IRL)               | 91e               |
| 54                                   | Patrick Konrad (AUT)*           | 15e               |
| 55                                   | Gregor Mühlberger (AUT)*        | 92e               |
| 56                                   | Dominik Nerz (GER)              | 19e               |
| 57                                   | Christoph Pfingsten (GER)       | 105e              |
| 58                                   | Rüdiger Selig (GER)             | 118e              |
| Directeur sportif : Enrico Poitschke |                                 |                   |

| Etixx-Quick Step EQS               | Etixx-Quick Step EQS            | Etixx-Quick Step EQS |
| ---------------------------------- | ------------------------------- | -------------------- |
| Num                                | Coureur                         | Pos                  |
| 61                                 | Daniel Martin (IRL)             | 27e                  |
| 62                                 | Gianluca Brambilla (ITA)        | 10e                  |
| 63                                 | Laurens De Plus (BEL)*          | 23e                  |
| 64                                 | Bob Jungels (LUX)* (Route)      | 33e                  |
| 65                                 | Iljo Keisse (BEL)               | 134e                 |
| 66                                 | Gianni Meersman (BEL)           | 67e                  |
| 67                                 | Guillaume Van Keirsbulck (BEL)* | 125e                 |
| 68                                 | Stijn Vandenbergh (BEL)         | 77e                  |
| Directeur sportif : Rik Van Slycke |                                 |                      |

| Fortuneo-Vital Concept FVC            | Fortuneo-Vital Concept FVC  | Fortuneo-Vital Concept FVC |
| ------------------------------------- | --------------------------- | -------------------------- |
| Num                                   | Coureur                     | Pos                        |
| 71                                    | Eduardo Sepúlveda (ARG)*    | 11e                        |
| 72                                    | Vegard Breen (NOR)          | 73e                        |
| 73                                    | Arnaud Gérard (FRA)         | 89e                        |
| 74                                    | Yauheni Hutarovich (BLR)    | 121e                       |
| 75                                    | Benoît Jarrier (FRA)        | 115e                       |
| 76                                    | Pierre-Luc Périchon (FRA)   | 113e                       |
| 77                                    | Steven Tronet (FRA) (Route) | 102e                       |
| 78                                    | Boris Vallée (BEL)*         | 131e                       |
| Directeur sportif : Sébastien Hinault |                             |                            |

| Giant-Alpecin TGA                | Giant-Alpecin TGA           | Giant-Alpecin TGA |
| -------------------------------- | --------------------------- | ----------------- |
| Num                              | Coureur                     | Pos               |
| 81                               | Tom Dumoulin (NED)          | 4e                |
| 82                               | Søren Kragh Andersen (DEN)* | 97e               |
| 83                               | Johannes Fröhlinger (GER)   | 76e               |
| 84                               | Ji Cheng (CHN)              | 108e              |
| 85                               | Tom Stamsnijder (NED)       | 38e               |
| 86                               | Zico Waeytens (BEL)*        | 62e               |
| 87                               |                             |                   |
| 88                               |                             |                   |
| Directeur sportif : Luke Roberts |                             |                   |

| Wanty-Groupe Gobert WGG            | Wanty-Groupe Gobert WGG | Wanty-Groupe Gobert WGG |
| ---------------------------------- | ----------------------- | ----------------------- |
| Num                                | Coureur                 | Pos                     |
| 91                                 | Enrico Gasparotto (ITA) | 59e                     |
| 92                                 | Simone Antonini (ITA)*  | 99e                     |
| 93                                 | Kenny Dehaes (BEL)      | 135e                    |
| 94                                 | Roy Jans (BEL)          | 87e                     |
| 95                                 | Marco Marcato (ITA)     | 32e                     |
| 96                                 | Mark McNally (GBR)      | 95e                     |
| 97                                 | Robin Stenuit (BEL)     | 133e                    |
| 98                                 | Björn Thurau (GER)      | 84e                     |
| Directeur sportif : Steven De Neef |                         |                         |

| Dimension Data # DDD              | Dimension Data # DDD               | Dimension Data # DDD |
| --------------------------------- | ---------------------------------- | -------------------- |
| Num                               | Coureur                            | Pos                  |
| 101                               | Edvald Boasson Hagen (NOR) (Route) | 6e                   |
| 102                               | Tyler Farrar (USA)                 | 128e                 |
| 103                               | Nathan Haas (AUS)                  | 21e                  |
| 104                               | Jacques Janse van Rensburg (RSA)   | 24e                  |
| 105                               | Merhawi Kudus (ERI)*               | 9e                   |
| 106                               | Serge Pauwels (BEL)                | 20e                  |
| 107                               | Youcef Reguigui (ALG)              | 43e                  |
| 108                               | Daniel Teklehaimanot (ERI)         | 48e                  |
| Directeur sportif : Roger Hammond |                                    |                      |

| Roompot-Oranje Peloton ROP               | Roompot-Oranje Peloton ROP | Roompot-Oranje Peloton ROP |
| ---------------------------------------- | -------------------------- | -------------------------- |
| Num                                      | Coureur                    | Pos                        |
| 111                                      | Pieter Weening (NED)       | 29e                        |
| 112                                      | Jesper Asselman (NED)      | 66e                        |
| 113                                      | Berden de Vries (NED)      | 112e                       |
| 114                                      | Tim Kerkhof (NED)*         | 72e                        |
| 115                                      | Wesley Kreder (NED)        | 109e                       |
| 116                                      | André Looij (NED)*         | 123e                       |
| 117                                      | Ivar Slik (NED)*           | 124e                       |
| 118                                      | Brian van Goethem (NED)*   | 111e                       |
| Directeur sportif : Jean-Paul van Poppel |                            |                            |

| Lotto NL-Jumbo TLJ            | Lotto NL-Jumbo TLJ     | Lotto NL-Jumbo TLJ |
| ----------------------------- | ---------------------- | ------------------ |
| Num                           | Coureur                | Pos                |
| 121                           | Moreno Hofland (NED)*  | 100e               |
| 122                           | George Bennett (NZL)   | 17e                |
| 123                           | Twan Castelijns (NED)  | 53e                |
| 124                           | Timo Roosen (NED)*     | 68e                |
| 125                           | Mike Teunissen (NED)*  | 46e                |
| 126                           | Tom Van Asbroeck (BEL) | 90e                |
| 127                           | Robert Wagner (GER)    | 103e               |
| 128                           | Maarten Wynants (BEL)  | 42e                |
| Directeur sportif : Jan Boven |                        |                    |

| Topsport Vlaanderen-Baloise TSV    | Topsport Vlaanderen-Baloise TSV | Topsport Vlaanderen-Baloise TSV |
| ---------------------------------- | ------------------------------- | ------------------------------- |
| Num                                | Coureur                         | Pos                             |
| 131                                | Preben Van Hecke (BEL) (Route)  | 122e                            |
| 132                                | Amaury Capiot (BEL)*            | 85e                             |
| 133                                | Floris De Tier (BEL)*           | 16e                             |
| 134                                | Tim Declercq (BEL)              | 28e                             |
| 135                                | Stijn Steels (BEL)              | AB-5                            |
| 136                                | Jef Van Meirhaeghe (BEL)*       | AB-5                            |
| 137                                | Kenneth Van Rooy (BEL)*         | 52e                             |
| 138                                | Pieter Vanspeybrouck (BEL)      | 93e                             |
| Directeur sportif : Hans De Clercq |                                 |                                 |

| Drapac DPC                      | Drapac DPC               | Drapac DPC |
| ------------------------------- | ------------------------ | ---------- |
| Num                             | Coureur                  | Pos        |
| 141                             | Brendan Canty (AUS)*     | 7e         |
| 142                             | Nathan Earle (AUS)       | 57e        |
| 143                             | Jordan Kerby (AUS)*      | 132e       |
| 144                             | Peter Koning (NED)       | 130e       |
| 145                             | Travis Meyer (AUS)       | 129e       |
| 146                             | Adam Phelan (AUS)*       | 41e        |
| 147                             | Samuel Spokes (AUS)*     | 26e        |
| 148                             | Bernard Sulzberger (AUS) | NP-2       |
| Directeur sportif : Keith Flory |                          |            |

| UnitedHealthcare UHC               | UnitedHealthcare UHC         | UnitedHealthcare UHC |
| ---------------------------------- | ---------------------------- | -------------------- |
| Num                                | Coureur                      | Pos                  |
| 151                                | Janez Brajkovič (SLO)        | 18e                  |
| 152                                | Carlos Alzate (COL)          | AB-6                 |
| 153                                | Matthew Busche (USA) (Route) | 31e                  |
| 154                                | Marco Canola (ITA)           | 55e                  |
| 155                                | Daniel Eaton (USA)*          | 88e                  |
| 156                                | Christopher Jones (USA)      | 37e                  |
| 157                                | Karl Menzies (AUS)           | 119e                 |
| 158                                | Bradley White (USA)          | 120e                 |
| Directeur sportif : Hendrik Redant |                              |                      |

| CCC Sprandi Polkowice CCC         | CCC Sprandi Polkowice CCC | CCC Sprandi Polkowice CCC |
| --------------------------------- | ------------------------- | ------------------------- |
| Num                               | Coureur                   | Pos                       |
| 161                               | Davide Rebellin (ITA)     | 13e                       |
| 162                               | Adrian Honkisz (POL)      | 36e                       |
| 163                               | Tomasz Kiendyś (POL)      | 60e                       |
| 164                               | Adrian Kurek (POL)        | 80e                       |
| 165                               | Jarosław Marycz (POL)     | 74e                       |
| 166                               | Bartłomiej Matysiak (POL) | 71e                       |
| 167                               | Simone Ponzi (ITA)        | 45e                       |
| 168                               | Grzegorz Stępniak (POL)   | 83e                       |
| Directeur sportif : Piotr Wadecki |                           |                           |

| Stölting Service Group SSG         | Stölting Service Group SSG | Stölting Service Group SSG |
| ---------------------------------- | -------------------------- | -------------------------- |
| Num                                | Coureur                    | Pos                        |
| 171                                | Gerald Ciolek (GER)        | 39e                        |
| 172                                | Linus Gerdemann (GER)      | 58e                        |
| 173                                | Rasmus Guldhammer (DEN)    | 54e                        |
| 174                                | Alexander Kamp (DEN)*      | 117e                       |
| 175                                | Romain Lemarchand (FRA)    | 82e                        |
| 176                                | Christian Mager (GER)*     | 44e                        |
| 177                                | Michael Reihs (DEN)        | 101e                       |
| 178                                | Fabian Wegmann (GER)       | 50e                        |
| Directeur sportif : André Steensen |                            |                            |